# Пасажири (фільм, 2008)
«Пасажири» (англ. Passengers) — американо-канадський драматичний трилер з елементами романтики та містики режисера Родріго Гарсіа й автора Ронні Крістенсена. Головні ролі виконували Енн Гетевей і Патрік Вілсон. Випущений у США компанією TriStar Pictures 24 жовтня 2008 року.

## Зміст
Психотерапевт Степан Клер Саммерс (Енн Гетевей) прокидається вночі від телефонного дзвінка, їй повідомляють, що вона призначена куратором у групу людей, що вижили в авіакатастрофі. Один з пасажирів, що вижили, Ерік (Патрік Вілсон) відмовляється від сеансів групової терапії і намагається повністю змінити свій спосіб життя. Клер вважає, що це наслідки авіакатастрофи і Ерік просто хоче уникнути тих почуттів, які відчувають інші пасажири після такої трагедії. Щоб допомогти Еріку, Клер погоджується вести з ним сеанс особисто, але ці сеанси призводять до взаємної симпатії між ними. В цей час з сеансів групової терапії один за іншим пропадають вцілілі пацієнти, що приводить дівчину до думки про те, що авіакомпанія прибирає свідків, приховуючи справжні причини катастрофи.
Намагаючись з'ясувати, що відбувається, Клер збирає інформацію про авіакомпанію і дізнається, що це вже не перший випадок на їх рахунку, випадки вибухів були і в минулому, а це означає, що цього разу авіакомпанії загрожує закриття. Психотерапевт зустрічається з представником авіаліній Аркін (Девід Морс), який дає просте пояснення - літак впав через людський фактор, пілот в той день просто перевтомився. Версія Аркіна Клер не влаштовує, і вона продовжує розслідування, але в підсумку зауважує, що авіакомпанія тепер переслідує і її теж. Намагаючись усвідомити, що їй далі робити, вона намагається зв'язатися з сестрою Еммою, з якою вона не спілкувалася вже кілька місяців через велику сварку. Спроби додзвонитися сестрі марні, застати її вдома Клер теж не вдається, натомість вона зустрічає Аркіна у її порога, який говорить, що все про неї знає: про відносини з пацієнтом Еріком, про сестру, про їх сварку.
В черговий візит до сестри Клер знову зустрічає Аркіна на порозі будинку, який просить припинити розслідування і запевняє, що єдина причина краху - це пілот, і цей пілот він. Аркін йде, залишаючи сумку з документами про той рейс, Клер переглядає їх і знаходить себе у списку пасажирів. Кожен пасажир розуміючи, що помер, просто рухався далі, а Клер була одним з тих, хто цього ще не усвідомив.
Фільм закінчується тим, що хазяйка пустила Емму та її чоловіка в квартиру Клер. Емма знаходить записку, яку Клер планувала надіслати, щоб помиритися з нею.

## Ролі
| Актор             | Роль              |
| ----------------- | ----------------- |
| Енн Гетевей       | Клер Саммерс      |
| Патрік Вілсон     | Ерік Кларк        |
| Андре Брауер      | Перрі             |
| Клеа Дювалл       | Шеннон            |
| Чолах Хорсдал     | Дженіс            |
| Девід Морс        | Аркін             |
| Даян Віст         | Тоні              |
| Вільям Брюс Девіс | Джек дідусь Еріка |
| Райан Роббінс     | Дін               |
| Дон Томпсон       | Норман            |
| Стейсі Грант      | Емма              |

## Виробництво

### Зйомки
Ліцензійні знаки, які використовуються у фільмі, містять гасло «Прекрасна вічнозелена держава» — поєднання гасла номерних знаків Британської Колумбії («Прекрасна Британська Колумбія», де знімався фільм), а також прізвисько штату Вашингтон («Вічнозелена держава»).
Коли Ерік вибігає зі своєї квартири, роздратований гавкаючим собакою, можна побачити машину, припарковану поруч з його будинком. Це старий російський «Жигулі ВАЗ 2104» виробництва автомобільного заводу «ВАЗ» («Волзький автомобільний завод»).

### Неточності
Коли Клер та Ерік їдуть на мотоциклі, вони не носять захисних окулярів. Неможливо їздити на мотоциклі на вуличній швидкості без якогось захисту очей. У фільмі їх очі чомусь спокійно відкриті.

### Алюзії
Коли Клер вперше відвідує Еріка, Ерік повідомляє Клер, що він є віце-прем'єром в Kahane-Drake, брокерській фірмі. Кехен і Дрейк — це виконавчі продюсери фільму.

## Саундтрек
Композитор Едвард Шермур.
1. "The Wreckage"
2. "Group Therapy"
3. "House Call"
4. "What Do You Remember?"
5. "Norman"
6. "At The Museum"
7. "Giving Eric The Key"
8. "Eric At Midnight"
9. "Arkin"
10. "Rooftop"
11. "Motorcycle Fix"
12. "Norman's House"
13. "Eric Remembers"
14. "Porch"
15. "Epiphany"
16. "At Peace"
17. "End Titles"

## Сприйняття

### Касові збори
Фільм випущений 24 жовтня 2008 року в 125 кінотеатрах Сполучених Штатів і Канади. Він заробив $173 544 у вихідні дні. Фільм зібрав $5 787 152: $292 437 — на внутрішньому ринку, $5 494 715 — з-за кордону.

### Критика
Фільм отримав загалом негативні відгуки професійних критиків. Сайт Rotten Tomatoes дав фільму 19% рейтинг схвалення на основі 31 огляду, із середньою оцінкою 4,05/10. Критик Стівен Холден назвав фільм надприродним трилером, який  «механічно невмілий» і якому «не вистачає напруги». Майкл Ордонья з Los Angeles Times констатував: «Це довга поїздка в знайоме місце». Джейсон МакКірнан також підсумував, що «фільм витрачає занадто багато часу на приховування таємниці, щоб повністю реалізувати свій потенціал, як людської драми». Критик Андерс Воцке з Moviedex впевнений, що «первісна інтрига перетворюється в нудьгу і розчарування, коли сюжет спрямовується на територію абсурду». Проте двоє критиків — Бен Лайонс і Брайан Орндорф — позитивно оцініли акторську гру Енн Гетевей і Патріка Вілсона. 
Metacritic повідомляє про оцінку 40 балів зі 100 на основі 8 відгуків.